# Прокидайся
Прокидайся — міні-альбом українського панк-рок гурту Серцевий Напад, який побачив світ у 2014 році. Музику до «Прокидайся» та «Стереозвук» писали частково учасники старого складу, а частково – нового. Авторство слів належить беззмінному вокалісту Серцевого Нападу Дмитру Рябому.

## Список пісень[1]
| #  | Назва        | Тривалість |
| -- | ------------ | ---------- |
| 1. | «Прокидайся» | 03:10      |
| 2. | «Стереозвук» | 03:39      |

## Учасники запису
- Дмитро Рябий «Мітрій» — вокал, бас-гітара
- Артем Препелиця — гітара
- Андрій Серебрянський — гітара
- Микола Максимук — клавішні
- Олександр Вітик — ударні
- Олексій Литвин — гітара
- Олександр Макарчук — ударні[2]